# Оротко
Оротко (якут. Оротко) — крупное пресное озеро смешанного термокарстово-тектонического происхождения на севере Якутии (Усть-Янский район).
Озеро Оротко лежит к северу от полярного круга, в западной части Яно-Индигирской низменности. Находится в краю озёр между нижним течением Яны и Чондона. Река Тогуста и протока Чубуку (левые притоки Чондона) вытекают из озера с восточного берега. Площадь озера составляет 89,5 км², площадь водосбора — 791 км². Длина озера 16,5 км при максимальной ширине 9 км и средней ширине 5,4 км.
Тип питания — снежно-дождевой. Озеро начинает замерзать в середине сентября и остается подо льдом до начала июня. Ближайший населенный пункт, село Тумат, расположен примерно в 30 км к юго-востоку.